# Мошнівський (заказник)
Мо́шнівський — ландшафтний заказник місцевого значення в  Черкаському районі Черкаської області.

## Опис
Заказник площею 62 га розташовано біля с. Мошни у кв. 28 Мошнівського лісництва на Мошногірському кряжі.
Як об'єкт природно-заповідного фонду створено рішенням Черкаської обласної ради від 08.04.2000 р. № 15-4. Землекористувач або землевласник, у віданні якого знаходиться заповідний об'єкт — ДП «Черкаське лісомисливське господарство»..
Територія заказнику межує із колишнім санаторієм «Нива» та зі старовинним парком, закладеним графинею Балашовою. Під охороною красивий ландшафт та цінні лісові насадження.

## Галерея

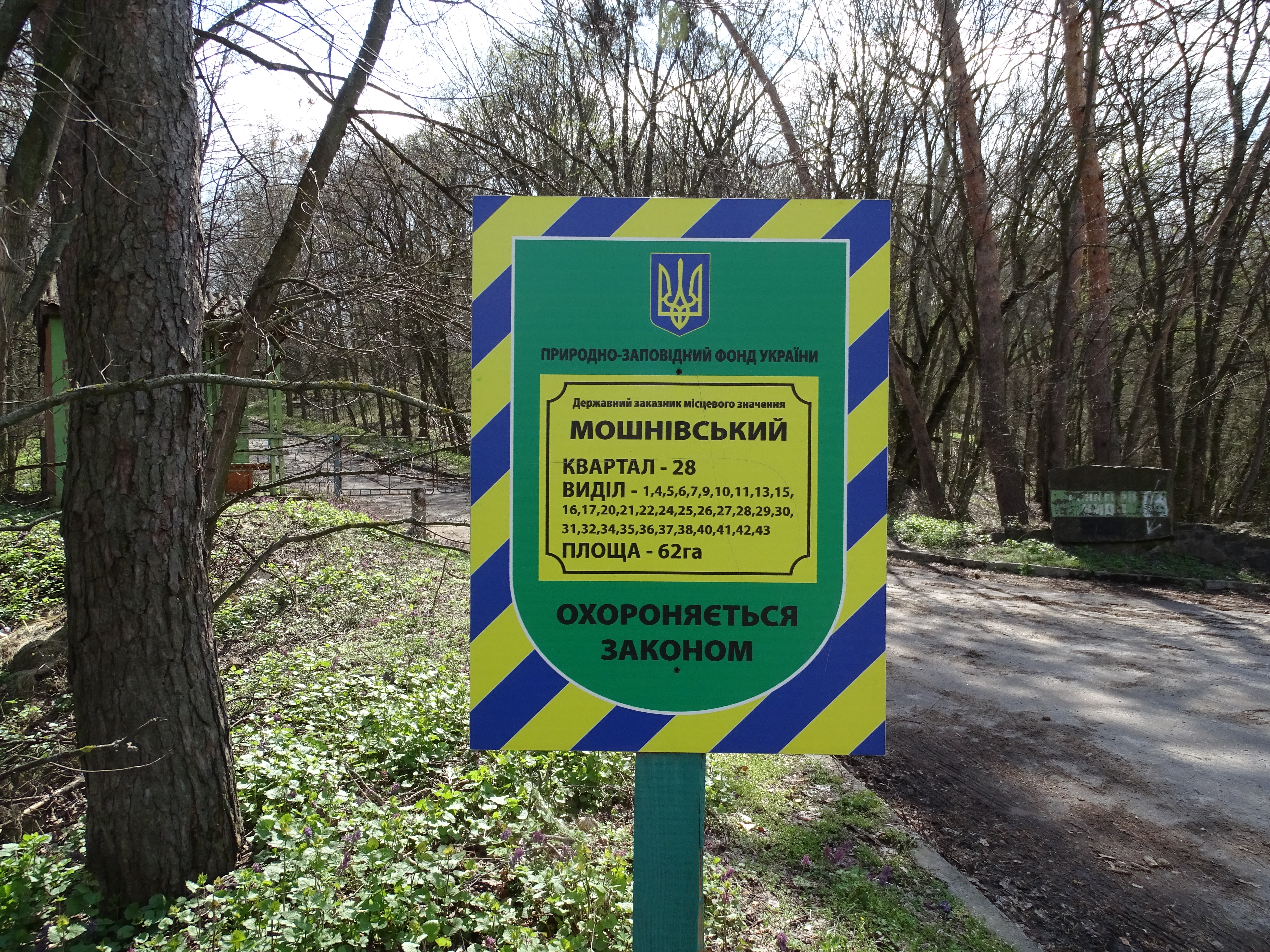
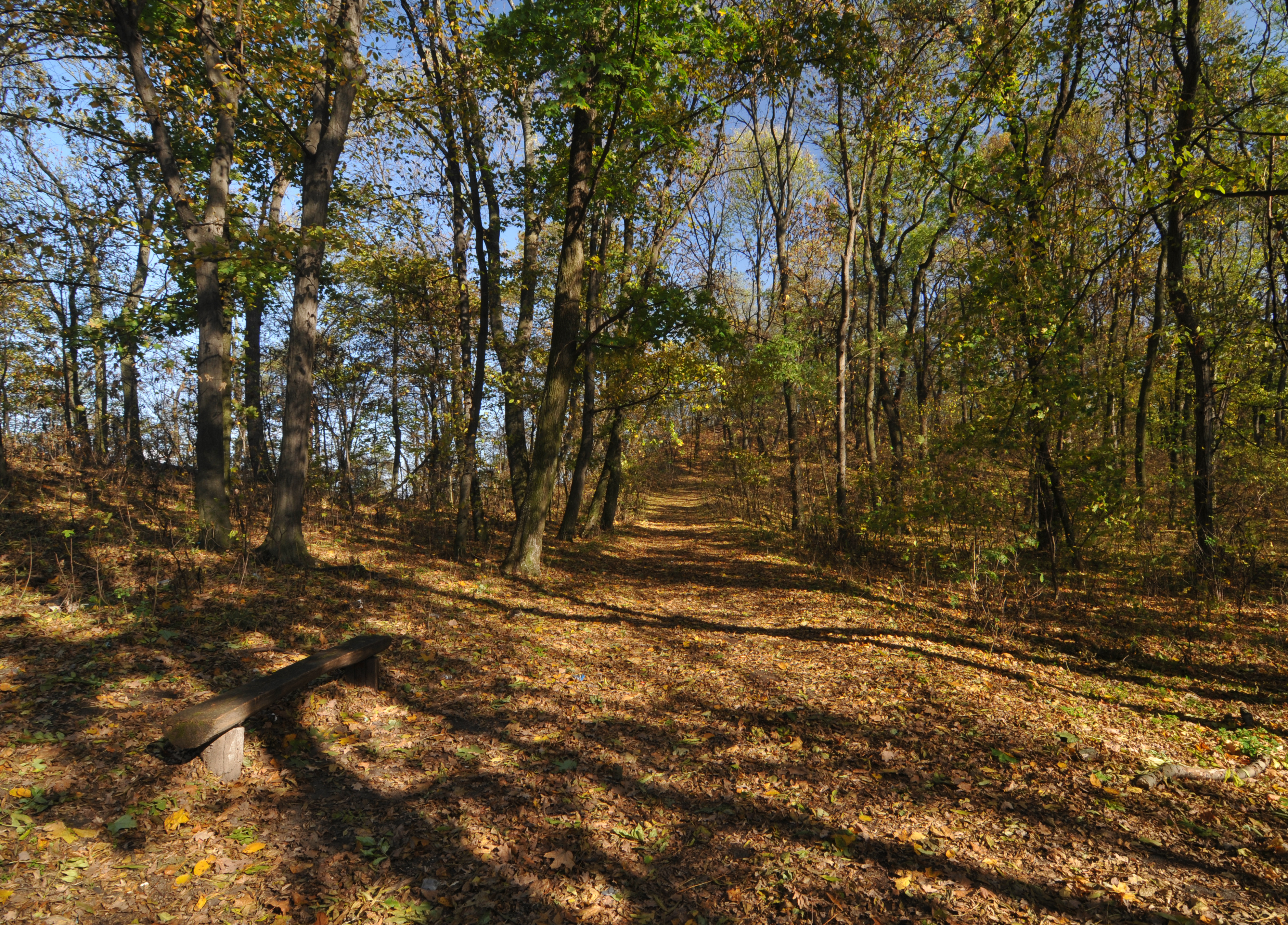
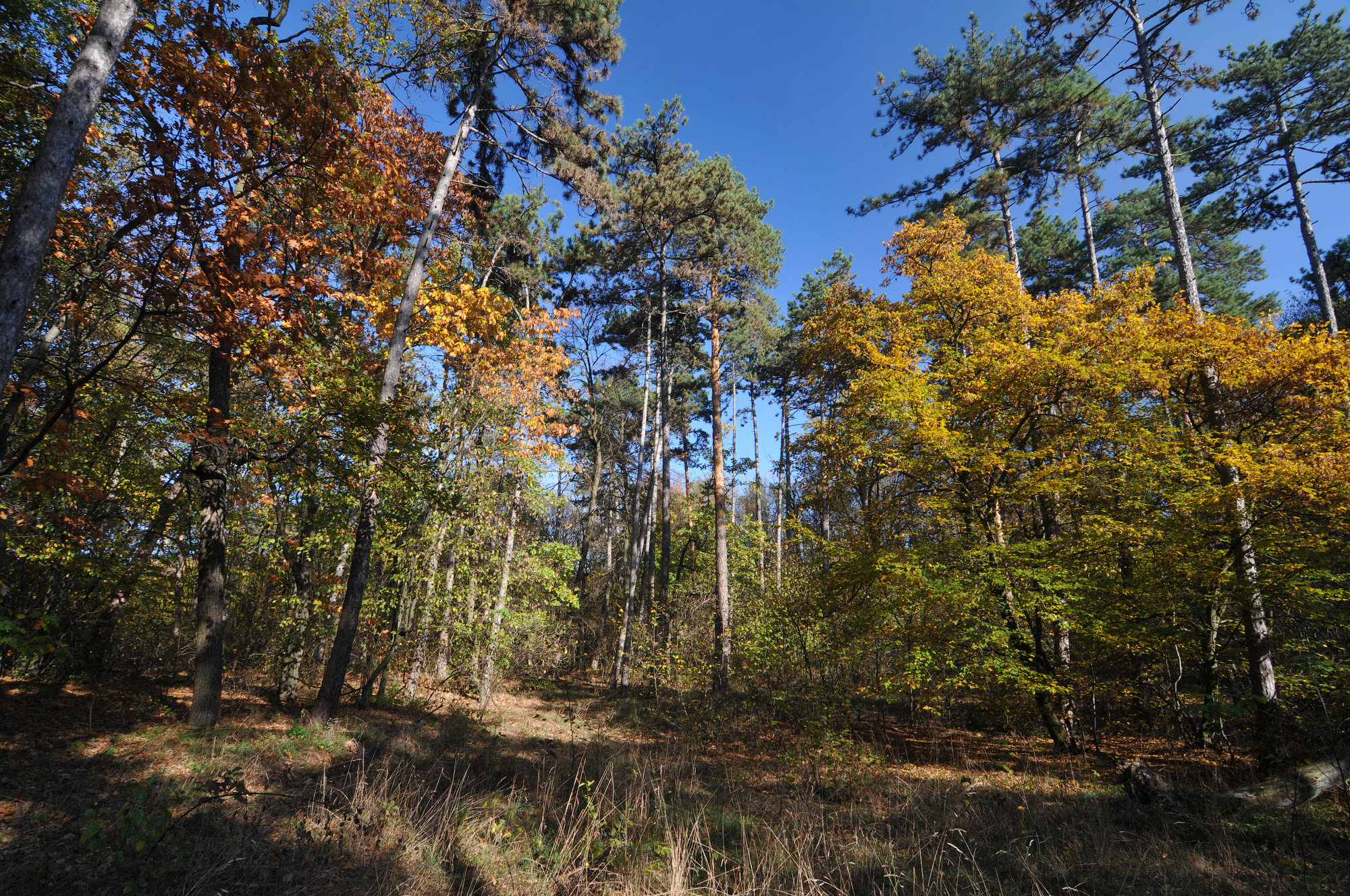
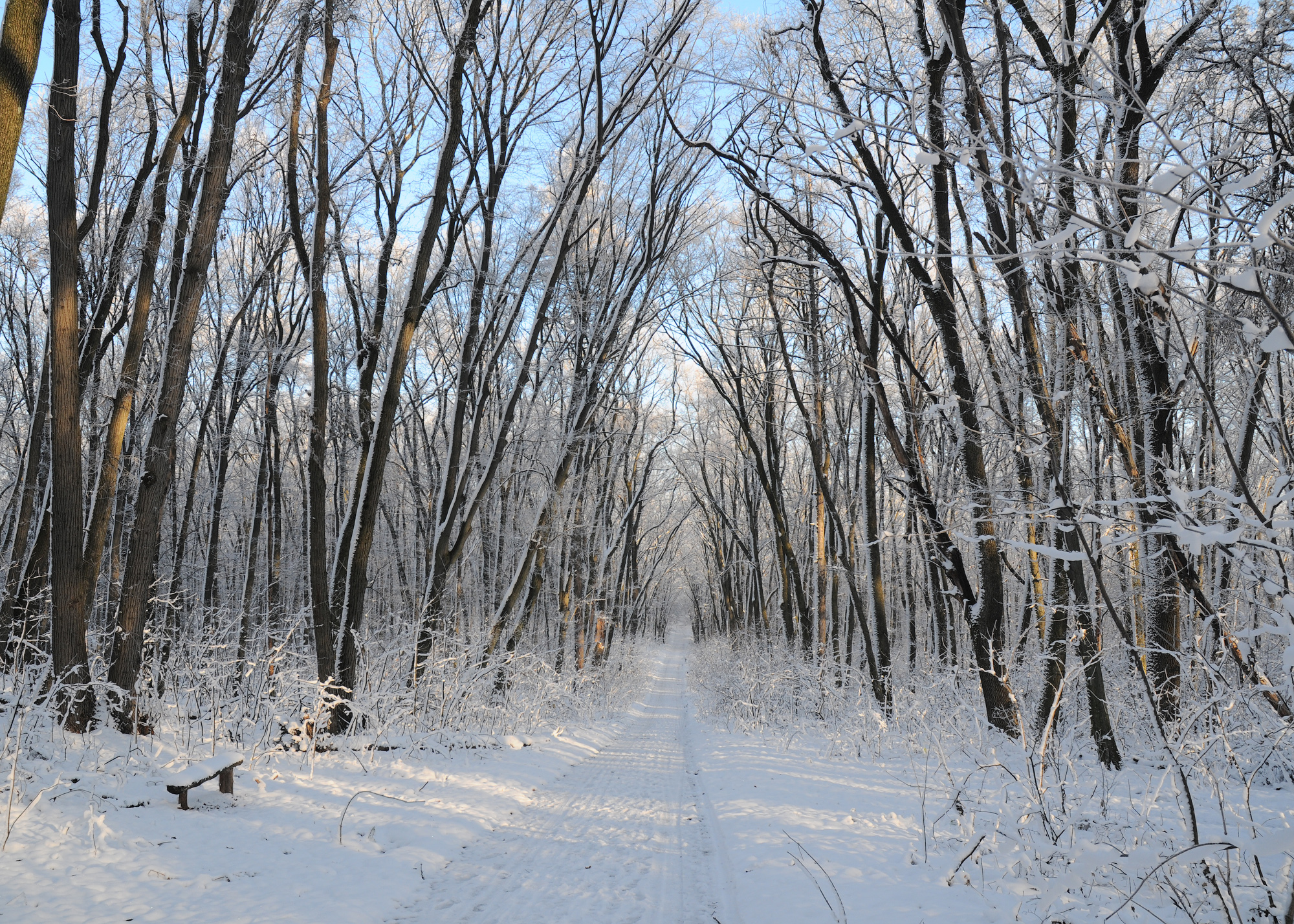
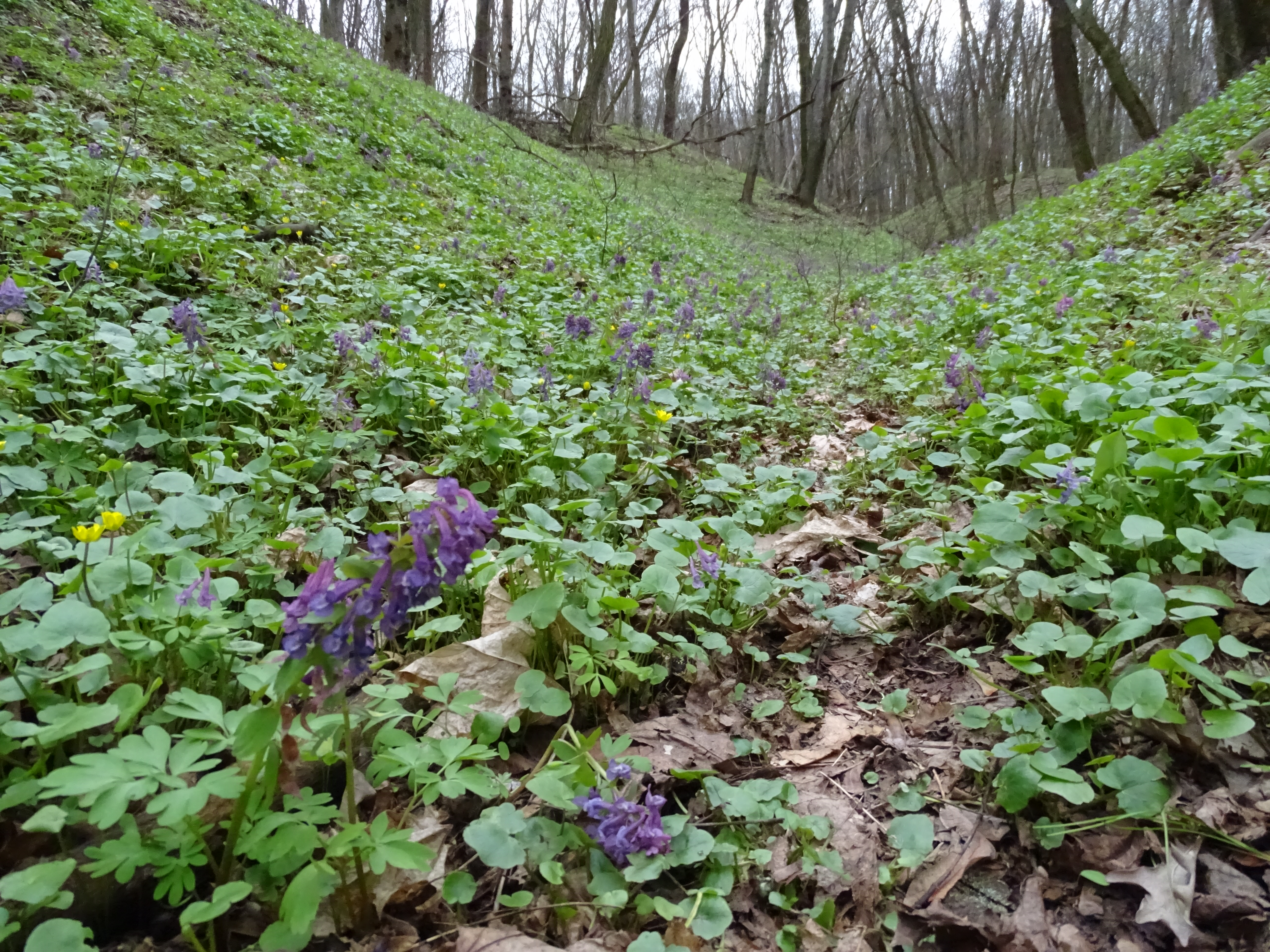
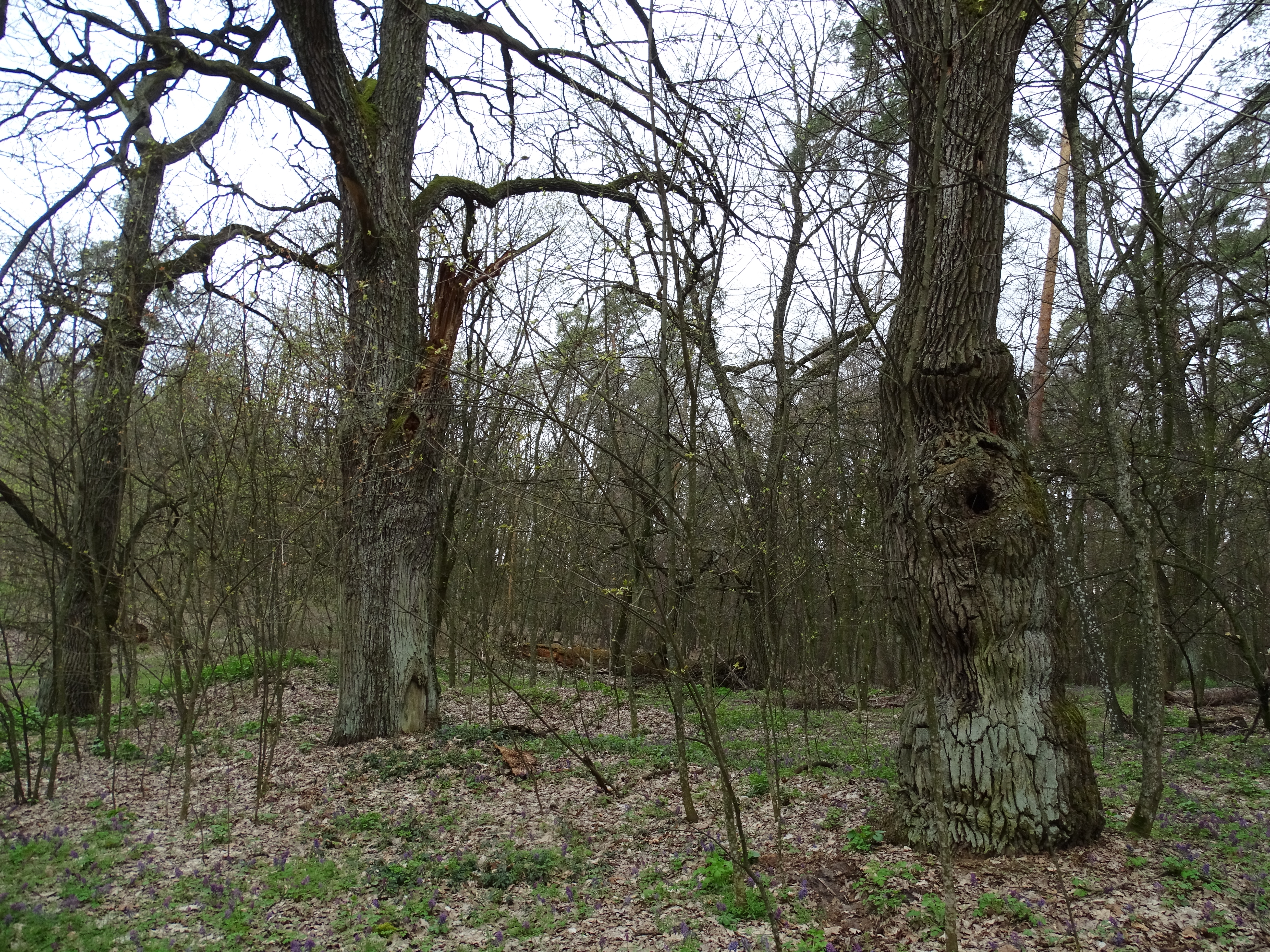